# هنگ مرسیا
هنگ مرسیا (انگلیسی: Mercian Regiment) هنگ پیاده‌نظام نیروی زمینی بریتانیا است، که در سال ۲۰۰۷ تأسیس شد.
نیروهای هنگ مرسیا از پنج شهرستان تشکیل‌دهنده پادشاهی باستانی مرسیا استخدام می‌شوند. این هنگ که با نام «قلب پیاده‌نظام انگلستان» شناخته می‌شود، در ۱ سپتامبر ۲۰۰۷ با ادغام سه هنگ موجود تشکیل شد. این هنگ از زمان تشکیل، پانزده استقرار عملیاتی داشته است.